# Kryptocalvinismus
Kryptocalvinismus (von griechisch kryptós – „verborgen, heimlich“) ist eine abfällige Bezeichnung für Sympathisanten des Calvinismus in orthodox-lutherischen Gebieten im späten 16. und frühen 17. Jahrhundert. Wo er auch das Fürstenhaus erfasste und zur herrschenden Religion wurde, bezeichnete er sich selbst als reformierte Kirche (z. B. in Brandenburg). Da der Calvinismus vor 1648 in Deutschland nicht als offizielle Religion anerkannt war, versuchten einige Fürsten in dieser Zeit auch den Calvinismus so zu praktizieren, dass er noch als übereinstimmend mit der lutherischen Lehre, wie sie im Augsburger Religionsfrieden von 1555 festgehalten worden war, anerkannt wurde (z. B. in der Kurpfalz im Heidelberger Katechismus).
Theologisch entbrannte der Streit vor allem an der Frage des Abendmahls. Während die Lutheraner von der Realpräsenz von Leib und Blut Christi in Wein und Brot ausgingen, vertraten die Anhänger Ulrich Zwinglis und Johannes Calvins die Auffassung, Brot und Wein seien nur Zeichen für Leib und Blut. Schon Philipp Melanchthon neigte gegenüber der lutherischen Lehre eher zum zwinglischen Abendmahlverständnis und wurde deswegen heftig angefeindet.
Bekanntester Kryptocalvinist war der sächsische Kanzler Nikolaus Krell, der dafür am 9. Oktober 1601 in Dresden auf Betreiben der lutherischen Orthodoxie durch das Schwert hingerichtet wurde. Auch Caspar Peucer, Christoph Gundermann und viele andere wurden als Kryptocalvinisten verfolgt.

## Geschichte
Bereits der deutsche Reformator Philipp Melanchthon (1497–1560) neigte beim Abendmahl zur symbolischen Bedeutung, wie sie der Schweizer Reformator Huldrych Zwingli vertrat. Deshalb wurde er von strengen Lutheranern angefeindet und des Kryptocalvinismus verdächtigt. 1552 in Hamburg begann der Streit mit dem Prediger Joachim Westphal (1510–1574), als er die reformierte Abendmahlslehre als Ketzerei bezeichnete. Seit 1556 kämpften in Bremen die Lutheraner Tilemann Hesshus (1527–1588) und Simon Musaeus (1521–1576) gegen die Reformierten Albert Hardenberg (1510–1574) und Daniel von Büren der Jüngere (1512–1593), die sich zusammen mit Melanchthon der Lehre Jean Calvins näherten. Beide Parteien existierten nebeneinander, bis zuerst Hardenberg entlassen wurde und kurz darauf auch Hesshus. In der Pfalz setzte Hesshus den Streit gegen den Reformierten Wilhelm Klebitz seit 1558 fort.
In Württemberg waren der Reformator Johannes Brenz (1499–1570) und seine Mitstreiter streng lutherisch orientiert. Herzog Christoph von Württemberg versuchte zwischen Lutheranern und Reformierten zu vermitteln und bezog auch die Reformierten in England und Frankreich mit ein. 1561 auf dem Fürstentag in Naumburg gelang ihm, dass die Augustana variata anerkannt wurde. Herzog Johann Friedrich von Sachsen und der Markgraf Johann von Brandenburg waren nicht einverstanden, und so distanzierte sich der Kurfürst Friedrich III. von der Pfalz und führte 1563 den Heidelberger Katechismus in seinem Land ein. In Kursachsen unternahmen die Wittenberger und Leipziger Theologen ab 1559 auch eine solche Mischform in der Lehre vor und wurden daher nach Melanchton Philippisten genannt.
Im thüringischen Jena traten Matthias Flacius und weitere den kursächsischen Theologen entgegen. Das Altenburger Gespräch von 1568 blieb ohne Erfolg, und der Kurfürst August von Sachsen versammelte seine Theologen vom 7. bis 10. Oktober 1571 in Dresden. Sie legten das lutherische Glaubensbekenntnis, den Consensus Dresdensis, ab und lehrten trotzdem Calvins Lehre weiter. Ab 1574 setzte der Kurfürst die Kryptocalvinisten ab oder ließ sie sogar verhaften. 1577 wurde die Konkordienformel aufgestellt, um dem Calvinismus in Sachsen ein Ende zu bereiten. 1586 wurde Christian I. Kurfürst, und sein Kanzler Nikolaus Krell, Pierius und Salmuth bewegten ihn daraufhin, den Exorzismus abzuschaffen und einen calvinistischen Katechismus einzuführen. Christian I. starb bereits 1591, und sein Sohn Christian II. war noch minderjährig, so dass der Herzog Friedrich Wilhelm von Sachsen-Weimar vormundschaftlich regierte. Er ließ die Hauptführer des Calvinismus aus ihren Ämtern entfernen. Alle, die nicht das reformierte Glaubensbekenntnis widerriefen, wurden gefangen genommen oder ausgewiesen. 1592 wurden die Visitationsartikel von Hunniés verfasst und dann eingeführt, und alle Kirchen- und Staatsbeamte mussten darauf schwören. Nikolaus Krell wurde nach zehnjähriger Haft und Prozess 1601 hingerichtet.